# تابیتا چاوینگا
تابیتا چاوینگا (انگلیسی: Tabitha Chawinga؛ زادهٔ ۲۲ مهٔ ۱۹۹۶ در لیلونگوه) بازیکن فوتبال در پست مهاجم اهل مالاوی است.
از باشگاه هایی که در وی در آن بازی کرده می توان به باشگاه فوتبال جیانگسو سونینگ اشاره کرد.
وی همچنین در تیم ملی فوتبال زنان مالاوی بازی کرده‌است.